# Johan Fredrik von Breda
Johan Fredrik von Breda, född 19 december 1788 i London, död 27 september 1835 i Stockholm, var en svensk målare. Han var son till Carl Fredric von Breda och bror till konstnären Adolph von Breda.
von Breda framträdde tidigt som konstnär. Han genomgick konstakademin och deltog från 1804 i dess utställningar med porträtt och landskap samt med kopior efter äldre mästare. Från 1813 utställde han flera historietavlor i den akademiska stilen som Hebe, Belisarius, Johannes evangelisten, Herkules på bålet, Priamos och Akilles med flera verk. 1815 övergick han till den götiska oppositionen mot akademin, men hans produktivitet minskade kort därefter. von Breda finns representerad vid bland annat Nationalmuseum i Stockholm  och vid Norrköpings konstmuseum.